# Mario Osbén
Mario Ignacio Osbén Méndez (Chiguayante, 1950. július 14. – Concepción, 2021. február 7.) Copa América ezüstérmes válogatott chilei labdarúgó, kapus. Az év chilei labdarúgója 1991-ben.

## Pályafutása

### Klubcsapatban
1970-ben a Deportes Concepción, 1971-ben a Ñublense, 1972-ben újra a Deportes Concepción, 1973-ban a Lota Schwager, 1974-ben ismét a Concepción labdarúgója volt. 1975 és 1979 között az Unión Española kapusa volt és egy bajnoki címet szerzett az együttessel. 1980 és 1985 között a Colo-Colo csapatában szerepelt, ahol két bajnoki címet és három kupagyőzelmet ért el a csapattal. 1986 és 1992 között a Cobreola játékosa volt. A Cobreolával két bajnokságot nyert és egy kupagyőzelmet ért el.

### A válogatottban
1979 és 1988 között 36 alkalommal szerepelt a chilei válogatottban. Részt vett az 1982-es spanyolországi világbajnokságon. Az 1987-es Copa Américán ezüstérmet szerzett a válogatott tagjaként.

## Sikerei, díjai
- az év chilei labdarúgója (1991)

 Chile
- Copa América
  - ezüstérmes: 1987, Argentína

 Unión Española
- Chilei bajnokság
  - bajnok: 1977

 Colo-Colo
- Chilei bajnokság
  - bajnok (2): 1981, 1983
- Chilei kupa
  - győztes (3): 1981, 1982, 1985

 Cobreola
- Chilei bajnokság
  - bajnok (2): 1988, 1992
- Chilei kupa
  - győztes: 1986